# Onychopterocheilus anatolicus
Onychopterocheilus anatolicus är en stekelart som först beskrevs av Blüthgen 1955.  Onychopterocheilus anatolicus ingår i släktet Onychopterocheilus och familjen Eumenidae. Inga underarter finns listade i Catalogue of Life.